# Hans Heinrich Landolt
Hans Heinrich Landolt (5 décembre 1831 - 15 mars 1910) est un chimiste suisse qui a découvert la réaction d'horloge à l'iode. Il est également l'un des fondateurs de la base de données Landolt-Börnstein. Il a testé la loi de conservation de masse donnée par Lavoisier.

## Biographie
Landolt est né à Zurich et à l'âge de dix-neuf ans entre à l'université pour y étudier la chimie et la physique. Il assiste aux conférences de Carl Jacob Löwig et publie ses premiers travaux sur le stibméthyle dans Schriften der Naturforschenden Gesellschaft (Écrits de la Société des sciences naturelles). Il est alors nommé assistant de Lowig et le suit en 1853 à Breslau. La même année, il obtient le diplôme de docteur en philosophie avec une thèse "Ueber die Arsenäthyle" (Sur les composés éthyliques de l'arsenic) qui constitue une contribution notable à la loi de valence chimique. Après la soutenance, il se rend à Berlin pour assister aux conférences d'Eilhard Mitscherlich, Rose, Johannes Muller et Dubois. Les installations de recherche expérimentale en chimie sont pratiquement inexistantes à Berlin à l'époque, et donc Landolt part pour Heidelberg pour un institut nouvellement fondé de Robert Wilhelm Bunsen. Après s'être consacré pendant une courte période à la production électrolytique de calcium et de lithium, Landolt commence une enquête sur les gaz produits dans le bec Bunsen, qui a été construit à l'hiver 1854-1855.
En 1856, Landolt retourne à Breslau, où il est peu après rejoint par Julius Lothar Meyer et Friedrich Konrad Beilstein. La même année, il devient maître de conférences en chimie sur la base de sa monographie sur "Chemische Vorgange in der Flamme der Leuchtgase" (Procédés chimiques dans la flamme des gaz éclairants). En 1857, il est appelé à Bonn où il étudie l'effet de la composition atomique des liquides contenant du carbone, de l'hydrogène et de l'oxygène sur la transmission de la lumière. Les résultats sont publiés en 1862-1864 et sont une continuation des recherches précédentes de John Hall Gladstone. Plus tard dans sa vie, il élabore les travaux de Hertz (1887-1888) et démontre que les ondes lumineuses se différencient des ondes électriques simplement par la longueur d'onde, et en 1892, il étend ses premiers travaux aux mesures de la réfractivité moléculaire des substances organiques pour les ondes radio.
A Bonn, en 1859, Landolt épouse Milla Schallenberg, de parents suisses installés à Bonn. En 1869, il est nommé à la tête du nouveau collège technique d'Aix-la-Chapelle, où un institut de chimie est construit selon ses plans. Ses travaux portent sur les relations entre les propriétés physiques et la constitution chimique. En particulier, il utilise la lumière polarisée et étudie la rotation optique par divers produits chimiques. En 1880, il est appelé par le ministère prussien de l'Agriculture au nouveau Collège d'agriculture de Berlin, où il reste jusqu'en 1891. Là, il construit de nouveaux laboratoires et collabore avec Richard Börnstein à la compilation des "Physikalisch-chemischen Tabellen" (Tableaux physico-chimiques). Leur troisième édition est publiée en 1905 avec l'aide de Wilhelm Meyerhoffer et un généreux soutien financier de l'Académie des sciences de Berlin.
En 1882, Landolt devient membre de l'Académie de Berlin. À cette époque, il fait des recherches très remarquables sur la cinétique de la réaction d'horloge de l'iode entre l'acide iodique et l'acide sulfureux. De 1891 jusqu'à sa retraite en 1905, il est directeur du deuxième institut de chimie de l'Université de Berlin. Il y travaille sur trois problèmes majeurs : (i) la relation entre le point de fusion et le poids moléculaire, (ii) l'effet de la cristallinité sur le pouvoir rotatoire et (iii) le changement de poids au cours des réactions chimiques. Le résultat négatif des dernières expériences est considéré comme une confirmation expérimentale précise des lois de conservation de la masse et de l'énergie.
Landolt est connu pour son humour, sa convivialité, sa ponctualité et son cigare. Il était en forme et a travaillé comme d'habitude jusqu'à la semaine précédant sa mort, d'une insuffisance cardiaque et rénale soudaine. Il est enterré, conformément à son désir, à Bonn où il a passé les années les plus mémorables de sa vie.